# 塞尔布
塞尔布（德語：Selb，發音：[zɛlp] ⓘ）是德国巴伐利亚州上弗兰肯行政区菲希特尔山区文西德尔县的城市，东邻捷克，总面积86.07平方千米，2023年12月31日总人口为14,727人。